# Прва лига Северне Македоније у фудбалу
Прва лига Северне Македоније у фудбалу је највише фудбалско такмичење у Северној Македонији, у организацији Фудбалске федерације Северне Македоније.
Лига је настала 1992. после стварања самосталне Северне Македоније и повлачења македонских клубова из Фудбалског савеза Југославије. Фудбалски савез Македоније примљен је у ФИФА и УЕФА 1994. године, па македонски клубови од 1995. излазе и на европску сцену.
Прво првенство Северне Македоније одржано је у сезони 1992/93. у којем је учествовало 18 клубова. Следеће две сезоне Прва лига је имала 16 клубова, па 15 (једна сезона), 14 клубова (5 сезона), да би се од сезоне 2001/02. прешло на 12 клубова. Првенство се данас састоји из три дела и свако са сваким игра по три утакмице.

## Прваци
| Сезона   | Бр. клуб. | Првак                           | Бодови | Другопласирани              | Бодови |
| 1992/93. | 18        | ФК Вардар, Скопље (1)           | 61     | ФК Силекс, Кратово          | 40     |
| 1993/94. | 16        | ФК Вардар, Скопље (2)           | 51     | ФК Силекс, Кратово          | 44     |
| 1994/95. | 16        | ФК Вардар, Скопље (3)           | 76     | ФК Силекс, Кратово          | 60     |
| 1995/96. | 15        | ФК Силекс, Кратово (1)          | 70     | ФК Слога Југомагнат, Скопље | 58     |
| 1996/97. | 14        | ФК Силекс, Кратово (2)          | 62     | ФК Победа Прилеп Прилеп     | 54     |
| 1997/98. | 14        | ФК Силекс, Кратово (3)          | 48     | ФК Слога Југомагнат, Скопље | 43     |
| 1998/99. | 14        | ФК Слога Југомагнат, Скопље (1) | 60     | ФК Силекс, Кратово          | 57     |
| 1999/00. | 14        | ФК Слога Југомагнат, Скопље (2) | 61     | ФК Вардар, Скопље           | 52     |
| 2000/01. | 14        | ФК Слога Југомагнат, Скопље (3) | 63     | ФК Вардар, Скопље           | 63     |
| 2001/02. | 12        | ФК Вардар, Скопље (4)           | 37     | ФК Беласица, Струмица       | 36     |
| 2002/03. | 12        | ФК Вардар, Скопље (5)           | 72     | ФК Беласица, Струмица       | 69     |
| 2003/04. | 12        | Победа, Прилеп (1)              | 71     | ФК Силекс, Кратово          | 66     |
| 2004/05. | 12        | Работнички Кометал, Скопље (1)  | 78     | ФК Вардар, Скопље           | 72     |
| 2005/06. | 12        | Работнички Кометал, Скопље (2)  | 72     | Македонија ЂП, Скопље       | 69     |
| 2006/07. | 12        | Победа, Прилеп (2)              | 71     | Работнички Кометал, Скопље  | 67     |
| 2007/08. | 12        | Работнички Кометал, Скопље (3)  | 79     | Милано Куманово, Куманово   | 66     |
| 2008/09. | 12        | Македонија ЂП, Скопље (1)       | 61     | Милано Куманово, Куманово   | 55     |
| 2009/10. | 12        | Ренова, Џепчиште (1)            | 55     | Работнички, Скопље          | 50     |
| 2010/11. | 12        | Шкендија 79, Тетово (1)         | 72     | Металург, Скопље            | 61     |
| 2011/12. | 12        | Вардар, Скопље (6)              | 76     | Металург, Скопље            | 67     |
| 2012/13. | 12        | Вардар, Скопље (7)              | 68     | Металург, Скопље            | 63     |
| 2013/14. | 12        | Работнички, Скопље (4)          | 62     | Турново, Турново            | 60     |
| 2014/15  | 10        | Вардар, Скопље (8)              | 69     | Работнички, Скопље          | 66     |
| 2015/16  | 10        | Вардар, Скопље (9)              | 80     | Шкендија 79, Тетово         | 75     |
| 2016/17  | 10        | Вардар, Скопље (10)             | 83     | Шкендија 79, Тетово         | 70     |
| 2017/18  | 10        | Шкендија, Тетово (2)            | 91     | Вардар, Скопље              | 56     |
| 2018/19  | 10        | Шкендија, Тетово (3)            | 79     | Вардар, Скопље              | 64     |
| 2019/20  | 10        | Вардар, Скопље (11)             | 46     | Силекс, Кратово             | 36     |
| 2020/21  | 12        | Шкендија, Тетово (4)            | 75     | Шкупи, Чаир                 | 59     |
| 2021/22  | 12        | Шкупи, Чаир (1)                 | 76     | Академија Пандев, Струмица  | 64     |
| 2022/23  | 12        | Струга, Струга (1)              | 68     | Шкупи, Чаир                 | 58     |
| 2023/24  | 12        | Струга, Струга (2)              | 64     | Шкендија, Тетово            | 64     |
| 2024/25  | 12        | Шкендија, Тетово (5)            | 70     | Силекс, Кратово             | 67     |

### Успешност клубова
| Клуб                     | Бр. титула | Сезоне                                                                                            |
| ------------------------ | ---------- | ------------------------------------------------------------------------------------------------- |
| Вардар,                  | 11         | 1992/93, 1993/94, 1994/95, 2001/02, 2002/03, 2011/12, 2012/13, 2014/15, 2015/16, 2016/17, 2019/20 |
| Шкендија 79              | 5          | 2010/11, 2017/18, 2018/19, 2020/21, 2024/25                                                       |
| Работнички Кометал       | 4          | 2004/05, 2005/06, 2007/08, 2013/14                                                                |
| Слога Југомагнат / Шкупи | 4          | 1998/99, 1999/00, 2000/01, 2021/22                                                                |
| Силекс                   | 3          | 1995/96, 1998/99, 1997/98                                                                         |
| Победа                   | 2          | 2003/04, 2006/07                                                                                  |
| Струга                   | 2          | 2022/23, 2023/24                                                                                  |
| Ренова                   | 1          | 2009/10                                                                                           |
| Македонија ЂП            | 1          | 2008/09                                                                                           |

## Састав Прве лиге у сезони 2021/22.
- Академија Пандев
- Борец
- Брегалница
- Македонија Ђорче Петров
- Пелистер
- Работницхки
- Ренова
- Шкендија
- Шкупи
- Скопје
- Струга
- Тиквеш

## Учесници Прве лиге од оснивања 1992/93
Стање са сезоном 2012/13.
|  | - 21 сезона: Вардар, Силекс - 18 сезона: Победа - 17 сезона: Пелистер - 15 сезона: Цементарница 55, Работнички - 14 сезона: Слога Југомагнат, Македонија ЂП - 12 сезона: Беласица - 11 сезона: Тиквеш, Напредок - 9 сезона: Саса, Брегалница Штип, Шкендија 79 - 8 сезона: Осогово, Борец, Ренова | - 7 сезона: Балкан - 6 сезона: Металург - 5 сезона: Башкими, Рудар, Тетекс, Турново - 3 сезона: Љуботен, Куманово, Скопље, Милано, Охрид - 2 сезона: Маџари Солидарност, Брегалница Делчево, Влазрими - 1 сезона: 11 октомври, Дрита Боговиње, Караорман, Вардарски, Кожув, |

## Листа стрелаца
| Сезона  | Играч                         | Голови | Клуб                                  |
| ------- | ----------------------------- | ------ | ------------------------------------- |
| 1992/93 | Саша Ћирић                    | 36     | Вардар                                |
| 1993/94 | Зоран Бошковски               | 21     | Силекс                                |
| 1994/95 | Саша Ћирић                    | 35     | Вардар                                |
| 1995/96 | Зоран Бошковски               | 20     | Силекс                                |
| 1996/97 | Ванчо Мицевски Мирослав Ђокић | 16     | Силекс                                |
| 1997/98 | Ванчо Атанасов                | 12     | Беласица                              |
| 1998/99 | Рожерио Оливеира              | 22     | Победа                                |
| 1999/00 | Арђенд Бечири                 | 19     | Слога Југонагнат                      |
| 2000/01 | Арђенд Бећири                 | 27     | Слога Југонагнат                      |
| 2001/02 | Мирослав Ђокић                | 22     | Победа                                |
| 2002/03 | Љубиша Савић                  | 25     | Брегалница Делчево / Слога Југонагнат |
| 2003/04 | Драган Димитровски            | 25     | Победа                                |
| 2004/05 | Александар Стојановски        | 26     | Беласица                              |
| 2005/06 | Стевица Ристић                | 27     | Силекс                                |
| 2006/07 | Бобан Јанчевски               | 26     | Башкими / Ренова                      |
| 2007/08 | Ивица Глигоровски             | 15     | Милано                                |
| 2008/09 | Ивица Глигоровски             | 14     | Милано                                |
| 2009/10 | Боби Божиновски               | 15     | Работнички                            |
| 2010/11 | Христијан Кировски            | 20     | Скопље                                |
| 2011/12 | Филип Ивановски               | 24     | Вардар                                |
| 2012/13 | Јован Костовски               | 22     | Вардар                                |
| 2013/14 | Дејан Блажевски               | 19     | Турново                               |
| 2014/15 | Изаир Емини                   | 20     | Ренова                                |
| 2015/16 | Бесарт Ибраими                |        | Шкендија 79                           |